# The Otaku Encyclopedia
The Otaku Encyclopedia es una enciclopedia de 2009 escrita por Patrick W. Galbraith y publicada por Kōdansha que proporciona una visión general de los temas del anime y manga, así como su fandom, y entrevistas y perfiles de personas importantes en el fandom japonés.

## Contenido
The Otaku Encyclopedia consta de unas 600 entradas sobre la subcultura relacionadas con el anime, manga y videojuegos, con 124 páginas en color y 150 fotografías. Frederik L. Schodt proporciona un prólogo del libro. Un personaje de sirvienta llamado Moe-chan acompaña al lector a través del libro. Además de las entradas sobre la subcultura, la enciclopedia contiene entrevistas con una docena de personas notables diferentes. Kaichirō Morikawa, autor y profesor de la Universidad de Meiji, habla sobre la cultura otaku de Akihabara. El director de anime Yutaka Yamamoto habla sobre el anime en general, que incluye a sus fanáticos y a los que ha dirigido. Como uno de los principales organizadores de Comiket, Koichi Ichikawa habla sobre la feria dōjinshi, incluido lo que se avecina. La autora Yunmao Ayakawa, conocida por trabajar como periodista y cosplayer, habla sobre cosplay y lo que la atrajo. El escultor de figurillas modelo Bishōjo BOME habla y describe su carrera en la fabricación de modelos. La experta jugadora Haruna Anno, que ha sido denominada como "Reina de los juegos retro" en Tokio, habla sobre cómo los otaku y los jugadores se relacionan entre sí, y cómo se metió en los juegos. La cantante Himeko Sakuragawa, conocida por su sencillo "Goin 'to Akiba", habla sobre su vida como Idol y su experiencia con Akihabara.
Al final del libro aparece una lista de anime, videojuegos y Tokusatsu recomendados.
Entrevistas:
- Hitomi
- Ako Hazuki
- Toshio Okada
- Takashi Murakami
- Shoko Nakagawa

## Desarrollo
Galbraith considera que el libro es necesario debido a la cobertura mediática de Tsutomu Miyazaki que informa a la gente sobre el fandom japonés.

## Recepción
Scott Green considera que The Otaku Encyclopedia no es una «crítica descartable». Mark Schilling, escribiendo para The Japan Times, considera que el objetivo de la enciclopedia es «proporcionar datos sobre los objetos de la obsesión, al tiempo que abre ventanas a la misteriosa cultura que los produjo», y dice que el libro no tiene suficiente «distancia crítica o análisis». Brian Ruh siente que aunque el libro intenta ser amplio en su alcance, está escrito desde la perspectiva de un fanático y muestra que Galbraith es principalmente un «moe otaku».